# Cheile Sohodolului
Cheile Sohodolului alcătuiesc o arie protejată de interes național ce corespunde categoriei a IV-a IUCN (rezervație naturală de tip mixt), situată în județul Gorj, pe teritoriul administrativ al comunei Runcu.

## Localizare
Cheile Sohodolului se află la limita nordică a județului Gorj cu județul Hunedoara, în Munții Vâlcan (o grupare ce aparține lanțului montan Retezat-Godeanu din Carpații Meridionali), în partea nordică a satului Runcu și sunt străbătute de râul Jaleș (Sohodol).

## Descriere
Rezervația naturală întinsă pe o suprafață de 350 hectare a fost declarată arie protejată prin Legea Nr.5 din 6 martie 2000 și reprezintă o zonă de chei săpate în calcare cretacice de apele râului Jaleș (Sohodol), cu forme diversificate de relief (doline, canioane, lapiezuri, avene, peșteri, abrupruri stâncoase), cu floră și faună specifică Meridionalilor.
Aria naturală protejată atrage anual mii de turiști din țară și din străinătate.Nările, Fusteica, Inelul, Peștera Popii, Peștera Gârla  Vacii sunt niște repere impresionante ale acestei zone, dintre care cea mai vizitată este Peștera Popii datorită picturilor cu siluete antropomorfe de culoare neagră.Pe cheile Sohodolului se practică alpinismul pe cele 120 de trasee special amenajate.
Pe timpul verii temperatura este mai mică cu 10 grade Celsius, datorită umbrei stâncilor și apei râului Sohodol.Aici se găsesc peste 300 de specii de plante specifice acestor locuri, inclusiv castani seculari plantați înainte de anul 1859. 
În această zonă au avut loc filmările la celebrul film românesc "Mărgelatul", interpretat de Florin Piersic. 
Cei care vor să trăiască o experiență inedită în inima naturii au mai multe posibilități de  cazare în zona Cheile Sohodolului. Aceștia pot apela la numeroasele pensiuni din comuna Runcu sau pot solicita din timp să își amplaseze corturi.